# Paul von Rennenkampf
Paul Georg Edler von Rennenkampf  (Russisch: Павел Карлович фон Ренненкампф) (Konofer (Estisch: Konuvere), 17 april 1854 – Taganrog, 1 april 1918) was een Baltisch-Duitse generaal tijdens de Eerste Wereldoorlog.

## Eerste Wereldoorlog
Aan het begin van de Eerste Wereldoorlog kreeg Rennenkampf het bevel over het Russische eerste leger, dat optrok vanuit het noordoosten met als doel de invasie van Oost-Pruisen. Zijn optreden in de Slag bij Tannenberg en in het bijzonder zijn mislukking zich aan te sluiten bij Samsonovs tweede leger, resulteerde in veel kritiek van sectorcommandant Jakov Zjilinski en pogingen van leden van de legerleiding om hem te verwijderen van zijn post.
Na een relatief succes in de Slag bij Gumbinnen half augustus, zijn falen in de Eerste Slag bij de Mazurische Meren in dezelfde maand, die Rusland er toe dwong om zich terug te trekken uit Oost-Pruisen, en in de Slag bij Łódź in november 1914, leidde tot Rennenkampfs ontheffing van gezag wegens ongeschikt leiderschap en zelfs een aanklacht voor verraad (wegens zijn achtergrond, hij was een Baltische Duitser). Rennenkampf diende zijn ontslag in op 6 oktober 1915. Hij werd gearresteerd tijdens de Februarirevolutie en gevangengezet in het Peter en Paul-fort in Sint-Petersburg. Hij kwam weer vrij na de Oktoberrevolutie en vertrok naar Taganrog aan Zee van Azov, waar hij illegaal leefde onder valse naam als de Griekse burger Mandusakis. Op 16 maart 1918 werd hij echter ontdekt door de bolsjewieken. Dezen boden hem een post aan als commandant in het Rode Leger om te vechten tijdens de Russische Burgeroorlog, hij weigerde echter en werd direct gearresteerd en geëxecuteerd op 1 april 1918.